# Pierre-Armand Séguier
Pour l’article homonyme, voir Séguier.
Armand-Pierre Séguier, né le 3 juillet 1803 à Montpellier et mort le 14 février 1876 à Paris, est un avocat français. Il exerce à partir de 1824, puis devient conseiller auditeur à la cour royale en 1826. Il se démet en 1848 et se consacre à la mécanique, membre libre de l'Académie des sciences en 1833.

## Biographie
Issu de l'illustre famille Séguier, qui donna à la France un Chancelier et de nombreux Présidents  à Mortier, ce savant connu comme étant « le baron Séguier » est le fils de Mathieu Séguier (1768-1848), baron de l'Empire, vice-président de la Chambre des pairs (1830).
Pierre-Armand Séguier est un ami de Henri Victor Regnault, ainsi que de Marcellin Jobard, directeur du Musée royal de l'Industrie, à Bruxelles. Il lui rend visite en septembre 1841 et avec d'autres savants, se livre au Musée à des expériences sur la présence d'électricité dans les appareils à vapeur, qui peut être la cause d'explosions.
Membre de l'Institut de France, il entre le 21 janvier 1833 à l'Académie des sciences. Membre de la British Meteorological Society.
Il fait partie le 4 avril 1856 des nombreuses personnalités invitées par Augustin Louis Cauchy et Charles Lenormant à la 1re réunion qui a jeté les bases de la fondation de L'Œuvre des Écoles d'Orient, plus connue actuellement sous le nom de L’Œuvre d’Orient. Il fut même membre de son 1er Conseil général du 25 avril de la même année.

## Inventeur
Il invente une chaudière tubulaire à circulation d'eau ainsi qu'un petit bateau à vapeur perfectionné et une balance automatique pour peser et distribuer les monnaies.
Il invente en 1839 le premier appareil photographique pliant à soufflet.

## Publications
- en 1832 un mémoire "Sur les appareils producteurs de la vapeur"
- en 1848 "Perfectionnements dans la marine à vapeur"

## Hommages
- 1851 : Officier de la Légion d'honneur